# Schwabia
Die Schwabia sind eine Gattung einzelliger, beschalter Amöben und gehört zur Familie der Difflugiidae. Die vier Arten finden sich in Süßgewässern und Waldböden.

## Merkmale
Das Gehäuse der Vertreter der Schwabia ist länglich oval bis eiförmig, im Querschnitt kreisförmig. Es besteht aus einem chitinösen Kitt, in dem kleine mineralische Partikel eingebunden sind. Die Oberfläche des Gehäuses ist glatt. Die kleine Mundöffnung befindet sich am Ende.

## Ökologie
Schwabia leben entweder in Süßgewässern oder (bei Schwabia terricola) in alkalischen Waldböden.

## Systematik
Die Gattung wurde 1942 erstbeschrieben, Typusart ist Schwabia irregularis. Die Gattung umfasst vier Arten:
- Schwabia irregularis
- Schwabia globulosa
- Schwabia robustus
- Schwabia terricola

Für letztere Art ist auch eine Varietät beschrieben:
- Schwabia terricola var. thomasi

## Nachweise
1. 1 2 3  Ralf Meisterfeld: Arcellinida, In: John J. Lee, G. F. Leedale, P. Bradbury (Hrsg.): An Illustrated Guide to the Protozoa. Band 2. Allen, Lawrence 2000, ISBN 1-891276-23-9, S. 837 (englisch).